# Michiel van der Kuip
Michiel Willem Iman van der Kuip (Vijfhuizen, 5 januari 1970) is een voormalig Nederlands volleybaler en beachvolleyballer die later als trainer aan de slag ging. Als beachvolleyballer werd hij in 1995 met Marko Klok Europees kampioen.

## Carrière
Van der Kuip begon zijn sportcarrière in de zaal. Hij speelde zeventien jaar in de eredivisie bij onder meer Martinus in Amstelveen, ZVH in Zevenhuizen en Omniworld in Almere totdat hij in 2003 stopte. Daarnaast was hij van 1995 tot en met 1997 actief als beachvolleyballer. Met Marko Klok won hij in augustus 1995 de Europese titel in Saint-Quay-Portrieux ten koste van de Tsjechen Milan Džavoronok en Václav Fikar. Ondanks deze prestatie werden ze door NOC*NSF niet geselecteerd voor de Olympische Spelen in Atlanta waar beachvolleybal voor het eerst op het programma stond. Daarnaast namen ze in totaal deel aan vijf toernooien in de World Tour waar ze niet verder kwamen dan twee vijf-en-twintigste plaatsen op Tenerife en in Berlijn. In 1997 beëindigde het duo hun samenwerking en daarmee ook hun beachvolleybalcarrière.
Na zijn sportieve carrière ging Van der Kuip aan de slag als trainer. Van 2007 tot en met 2012 was hij onderdeel van het coachingsteam van de Nederlandse beachvolleybalmannen. In die hoedanigheid begeleidde hij Reinder Nummerdor en Richard Schuil bij twee opeenvolgende Olympische Spelen in 2008 en 2012 – waarvan de laatste als bondscoach – en naar drie opeenvolgende Europese titels tussen 2008 en 2010. Vervolgens werkte Van der Kuip een aantal jaar voor zichzelf, waarna hij in 2017 werd aangesteld als bondscoach van België. Hij begeleidde daar onder meer het duo Dries Koekelkoren en Tom van Walle. In oktober 2021 werd hij opnieuw bondscoach van de Nederlandse beachvolleybalmannen.

## Palmares
Kampioenschappen
- 1995:  EK